# Remember the Alamo
Remember the Alamo  is de eerste aflevering van het zevende seizoen van het tienerdrama Beverly Hills, 90210, die voor het eerst werd uitgezonden op 21 augustus 1996.

## Verhaal
Donna en David zijn de hele zomer samen bij elkaar geweest en hebben gewekt aan een videoclip van een zanger, die Taz heet. Dat is een excentrieke zanger met een gebruiksaanwijzing. David krijgt problemen door zijn gedrag zodat het niet opschiet met de clip en dit reageert hij af op Donna. Dat zet hun relatie onder druk zet. Op een dag slaapt Taz wat bij in een bed bij Donna en klaagt er steen en been over dat het een oncomfortabel bed is. Wanneer hij Kelly ontmoet is hij meteen gecharmeerd van haar. Dankzij Kelly gaat hij weer door met de clip. Eindelijk is de clip af en die avond wordt er een feest gegeven door het platenlabel. Daar komt een assistente vertellen aan David en Donna dat hun baas is ontslagen en dat er nog niet bekend is wat er gaat gebeuren. David vindt dat vervelend, omdat hij ermee door wilde gaan, maar Donna vindt het prima: zij  heeft dan weer tijd voor zichzelf. Dit verschil doet de twee ertoe besluiten een eind te maken aan hun relatie.
Brandon is van de zomer door Amerika getrokken en halverwege is Steve erbij gekomen. In een gehucht stranden ze met pech, de waterpomp van de auto van Brandon is kapot. Steve besluit om met de bus en het vliegtuig naar huis te gaan om Clare te verrassen. Brandon blijft achter om de auto te laten maken. Thuis komt Steve thuis komt erachter dat Clare juist zijn kant is opgegaan om hem te verrassen. Steve gaat nu weer terug om Clare in te halen. Door slecht weer zijn de vliegvelden gesloten en is hij genoodzaakt op het vliegveld te wachten. Zij komen elkaar op het vliegveld ineens tegen en zijn dan gelukkig weer samen. Ondertussen loopt Brandon door het dorpje en gaat een bibliotheek binnen om wat te lezen over de slag om de Alamo en vraagt een meisje daar voor hulp. Ze heeft een donkere huidskleur, heet Mariah en wil Brandon wel helpen. Dat mag niet van haar baas en na een felle discussie neemt ze daarom ontslag. In het dorp blijkt dat er veel racisme is en dat zij daar dagelijks mee te maken krijgt. Hier krijgt Brandon ook mee te maken als hij met Mariah blijft optrekken. ’s Avonds praten ze verder en dan blijkt dat ze al lang met het idee speelt om naar New York te verhuizen om daar een boek te schrijven over engelen. Daarin is ze geïnteresseerd. Brandon zegt dat ze haar dromen moet uitvoeren en ze besluit te gaan verhuizen. Brandon brengt haar naar de bus waarmee ze naar New York gaat en Brandon haalt zijn auto op en rijdt naar huis.
Valerie heeft een afspraak met Kenny Bannerman, een collega van Jim Walsh, om haar financiële positie mee door te nemen, die nu slecht is. Ze zijn meteen gecharmeerd van elkaar maar ze weet dat Kenny is getrouwd.

## Rolverdeling
- Jason Priestley - Brandon Walsh
- Jennie Garth - Kelly Taylor
- Ian Ziering - Steve Sanders
- Brian Austin Green - David Silver
- Tori Spelling - Donna Martin
- Tiffani Thiessen - Valerie Malone
- Joe E. Tata - Nat Bussichio
- Kathleen Robertson - Clare Arnold
- Julie Parrish - Joan Diamond
- Joseph Gian - Kenny Bannerman
- Maia Campbell - Mariah Murphy